# Leucochrysa minima
Leucochrysa minima är en insektsart som beskrevs av Banks 1918. Leucochrysa minima ingår i släktet Leucochrysa och familjen guldögonsländor. Inga underarter finns listade i Catalogue of Life.